# Ruta Provincial 7 (Santa Cruz)

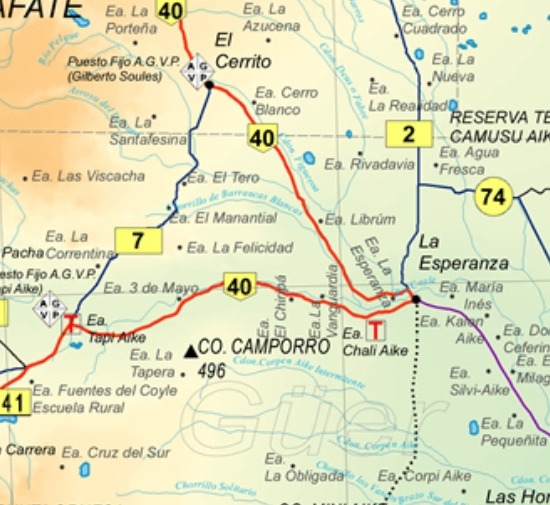
Vista de la RP 7 actual, antes se encontraba en el tramo Tapi Aike-Esperanza

La Ruta Provincial 7 es una carretera de la Patagonia argentina, en la provincia de Santa Cruz. Su recorrido total es de 79 km completamente de ripio. Tiene como extremo sur el empalme Ruta Nacional 40 y al norte nuevamente la RN 40; esta ruta antes llegaba al caserío de Esperanza pero fue cambiada por la RN 40 debido a que se encontraba asfaltada.